# Air Madrid
Air Madrid Líneas Aéreas S.A. fue una aerolínea española. La empresa suspendió sus operaciones de vuelo el 15 de diciembre de 2006.

## Historia
La aerolínea se formó en 2002, empezando a dar servicios en mayo de 2003 con la recepción de dos Airbus A330-200, EC-IYB, EC-IYN. Posteriormente inició operaciones con 2 Airbus A319 ex Independence Air. Esta compañía tuvo como socio fundadores a Celuisma (20%), Grupo Hotusa (20%), Herpil (12,5%), Catalonia Hoteles (10%), Quo Viajes (10%), Viajes Eroski (10%) entre otros.
En diciembre de 2004 el grupo inmobiliario Optursa Management, presidido por José Luis Carrillo, se convierte en el único accionista con el 100% de la compañía. Con representantes para América Central y el Caribe (Ana María Tato Guillen y Gloriana De la Paz ) y Estados Unidos ( Claudio Kelsh ).
El 15 de diciembre de 2006, la dirección de Air Madrid presentó la suspensión de sus actividades como aerolínea, tras ser advertida por el Ministerio de Fomento con la suspensión de la licencia para operar por incumplimiento del plan de medidas correctoras que había exigido dicho ministerio ante los continuos problemas de retrasos y averías de la aerolínea. El día siguiente se ejecutó la suspensión por parte de Aviación Civil Española. Todavía es incierto el futuro de los pasajeros que han adquirido un billete y no podrán hacer uso de él, mientras la Organización de Consumidores y Usuarios ha interpuesto una denuncia en los juzgados por un presunto delito de estafa. Hay más de 120.000 pasajeros afectados y 1200 puestos de trabajo en el aire.[actualizar]
Tras la presentación, por parte de un grupo de acreedores, en el Juzgado de lo Mercantil número 5 de Madrid de una solicitud de apertura de concurso de acreedores, Air Madrid presentó a última hora del jueves 21 de diciembre de 2006 un "concurso voluntario de acreedores".
La suspensión de pagos presentada por Air Madrid bloqueó los trámites de reembolso del dinero a los clientes de la aerolínea por parte de IATA que acumulaba aproximadamente 7,5 millones de euros retenidos, provenientes de los billetes emitidos por las agencias de viajes en el mes de noviembre de 2006.
Por otro lado, las exigencias de Aviación Civil a las empresas que habían mostrado su interés en adquirir, junto con el precio puesto por la compañía complicaron la venta.
Una de las empresas más interesadas en la compra fue la alemana LTU International que tras el fiasco empezó a negociar con Fomento para quedarse con la mayoría de las rutas de Air Madrid, acuerdo en el que se incluía recontratar a la mitad de la plantilla y hacerse cargo de los pasajeros con billete de Air Madrid con un recargo de 250 €. Sin embargo, a finales de enero Fomento suscribió un convenio con la aerolínea hispana Air Comet. Este acuerdo consiste que esta aerolínea se hace cargo de la mayoría de las rutas a América, también se compromete a recontratar al 52% de la plantilla (aunque en su mayoría con contratos temporales de 6 meses de duración que no siempre renovarán) además de dar la posibilidad a los viajeros que todavía tienen ticket de Air Madrid para que puedan volar en Air Comet con un cargo adicional de 200€. 

## Antiguos destinos
| Países                      | Destinos                   | Aeropuertos                                            | Desde | Desde | Notas                                                                                                 |
| Países                      | Destinos                   | Aeropuertos                                            | MAD   | BCN   | Notas                                                                                                 |
| Asia                        | Asia                       | Asia                                                   | Asia  | Asia  | Asia                                                                                                  |
| --------------------------- | -------------------------- | ------------------------------------------------------ | ----- | ----- | --- |
| Israel                      | Tel Aviv                   | Aeropuerto Internacional Ben Gurión                    | X     |       | |
| América del Norte           |                            |                                                        |       |       | |
| México                      | Cancún                     | Aeropuerto Internacional de Cancún                     | X     |       | |
| México                      | Toluca                     | Aeropuerto Internacional Lic. Adolfo López Mateos      | X     |       | |
| América Central y el Caribe |                            |                                                        |       |       | |
| Costa Rica                  | San José                   | Aeropuerto Internacional Juan Santamaría               | X     |       | |
| Cuba                        | Varadero                   | Aeropuerto Juan Gualberto Gómez                        | X     |       | |
| Nicaragua                   | Managua                    | Aeropuerto Internacional Augusto C. Sandino            | X     |       | |
| Panamá                      | Ciudad de Panamá           | Aeropuerto Internacional de Tocumen                    | X     |       | |
| República Dominicana        | Puerto Plata               | Aeropuerto Internacional Gregorio Luperón              | X     |       | |
| República Dominicana        | Punta Cana                 | Aeropuerto Internacional de Punta Cana                 | X     |       | |
| República Dominicana        | Santo Domingo              | Aeropuerto Internacional Las Américas                  | X     |       | |
| América del Sur             |                            |                                                        |       |       | |
| Argentina                   | Buenos Aires               | Aeropuerto Internacional Ministro Pistarini            | X     | X     | Con escala en Santa Cruz de Tenerife (desde MAD) o Las Palmas de Gran Canaria o Fortaleza (desde BCN) |
| Bolivia                     | Santa Cruz de la Sierra    | Aeropuerto Internacional Viru Viru                     | X     |       | |
| Brasil                      | Fortaleza                  | Aeropuerto Internacional Pinto Martins                 | X     | X     | |
| Brasil                      | Río de Janeiro             | Aeropuerto Internacional de Galeão                     | X     |       | |
| Brasil                      | São Paulo                  | Aeropuerto Internacional de São Paulo-Guarulhos        | X     |       | |
| Chile                       | Santiago de Chile          | Aeropuerto Internacional Arturo Merino Benítez         | X     | X     | |
| Colombia                    | Bogotá                     | Aeropuerto Internacional El Dorado                     | X     | X     | |
| Colombia                    | Cartagena de Indias        | Aeropuerto Internacional Rafael Núñez                  | X     | X     | |
| Ecuador                     | Guayaquil                  | Aeropuerto Internacional José Joaquín de Olmedo        | X     | X     | |
| Ecuador                     | Quito                      | Aeropuerto Internacional Mariscal Sucre                | X     | X     | |
| Perú                        | Lima                       | Aeropuerto Internacional Jorge Chávez                  | X     |       | |
| Venezuela                   | Caracas                    | Aeropuerto de Internacional de Maiquetía Simón Bolívar | X     |       | Con escala en Santa Cruz de Tenerife                                                                  |
| Venezuela                   | Porlamar                   | Aeropuerto Internacional del Caribe Santiago Mariño    | X     |       | |
| Europa                      |                            |                                                        |       |       | |
| Alemania                    | Fráncfort del Meno         | Aeropuerto de Fráncfort del Meno                       | X     |       | |
| España                      | Barcelona                  | Aeropuerto de Barcelona-El Prat                        |       | X     | Hub secundario                                                                                        |
| España                      | Ibiza                      | Aeropuerto de Ibiza                                    | X     |       | |
| España                      | Las Palmas de Gran Canaria | Aeropuerto de Gran Canaria                             |       | X     | |
| España                      | Madrid                     | Aeropuerto de Madrid-Barajas                           | X     |       | Hub principal                                                                                         |
| España                      | Mahón                      | Aeropuerto de Menorca                                  | X     | X     | |
| España                      | Málaga                     | Aeropuerto de Málaga                                   | X     |       | |
| España                      | Palma de Mallorca          | Aeropuerto de Palma de Mallorca                        | X     |       | |
| España                      | Santa Cruz de Tenerife     | Aeropuerto de Tenerife Sur                             | X     | X     | |
| Francia                     | Niza                       | Aeropuerto de Niza-Costa Azul                          | X     | X     | |
| Francia                     | París                      | Aeropuerto de París-Charles de Gaulle                  | X     |       | |
| Francia                     | Toulouse                   | Aeropuerto de Toulouse-Blagnac                         | X     |       | |
| Italia                      | Milán                      | Aeropuerto de Milán-Malpensa                           | X     | X     | |
| Italia                      | Roma                       | Aeropuerto de Roma-Fiumicino                           | X     |       | |
| Portugal                    | Lisboa                     | Aeropuerto de Lisboa                                   | X     |       | |
| Reino Unido                 | Londres                    | Aeropuerto de Londres-Gatwick                          | X     |       | |
| Rumania                     | Bucarest                   | Aeropuerto de Bucarest-Băneasa                         | X     | X     | |

## Antigua flota
La flota de Air Madrid consistió en las siguientes aeronaves:
| Aeronaves       | Total | Introducido | Retirado | Matrículas                                                      |
| --------------- | ----- | ----------- | -------- | --------------------------------------------------------------- |
| Airbus A310-300 | 1     | 2005        | 2006     | D-AIDH «La Cibeles»                                             |
| Airbus A319     | 2     | 2006        | 2006     | EC-JQT «Paseo de la Castellana» y EC-JQU «Plaza de España»      |
| Airbus A330-200 | 3     | 2004        | 2007     | EC-IYB «Puerta del Sol», EC-IYN «Atocha» y SE-RGB «Plaza Mayor» |
| Airbus A330-300 | 2     | 2005        | 2007     | EC-JMF «Puerta de Toledo» y EC-JTB                              |
| Airbus A340-300 | 1     | 2005        | 2007     | EC-JIS «Puerta de Alcalá»                                       |
| Boeing 737-400  |       | 2006        | 2007     | EC-JSJ y EC-JSS                                                 |

## Valoración de la aerolínea
Según una encuesta realizada por la Organización de Consumidores y Usuarios (OCU) a 8.600 viajeros de toda Europa, esta línea aérea es la que mayores retrasos producía a sus clientes, situándose en el lugar 110.
El 15 de diciembre de 2006, Air Madrid suspendió sus actividades como empresa de aerolíneas comerciales, dejando a más de 300.000 personas (entre ellos 120.000 turistas españoles en el extranjero) a la deriva.